# Албрехт II (Германия)
Вижте пояснителната страница за други личности с името Албрехт II.
Албрехт II Великодушни (на немски: Albrecht II. von Habsburg; на чешки: Albrecht II. Habsburský, * 1397, † 1439) от династията Хабсбурги, е като Албрехт V херцог на Австрия (1404 – 1439), крал на Унгария и Хърватия (1437 – 1439), римско-германски крал (1438 – 1439), крал на Бохемия (1438 – 1439). Той е кавалер на Ордена на жартиерата.
Албрехт II e първият Хабсбург, обединил под своята власт Австрия, Чехия, Унгария и Германия.

## Произход
Роден е на 10 август 1397 г. във Виена, Херцогство Австрия. Син е на австрийския херцог Албрехт IV и Йохана София Баварска.

## Биография

### Начални години
Когато след смъртта на баща си през 1404 г. той наследява престола на Австрия, Албрехт е 7 г. Регентството над младия херцог си оспорват неговите чичовци от Леополдската линия на Хабсбургите, докато в 1406 г. те постигат съгласие да назначат за настойник Леополд IV, най-старшият в рода.
Междуособиците се възобновяват през 1407 г. когато Градският съвет на Виена изразява подкрепа на херцог Ернст Железни. Между Леополд IV и Ернст Железния започва война, съпроводена от екзекуции на поддръжниците на едната или другата страна.
След продължителни преговори, в които участват благородниците, крал Сигизмунд след избирането му решава, че Леополд и Ернст трябва да упражняват настойничеството на Албрехт V заедно до навършване на пълнолетие, при което на Албрехт е разрешен собствен двор и като дата за достигане на възрастта на пълнолетие е установен 24 април 1411 г. Тази дата отминава без Леополд и Ернст официално да се оттеглят от настойничеството. Затова представители на Долна Австрия успяват тайно да отвлекат Албрехт V с негово съгласие, за да присъства на парламента в Егенбург и му отдават почит там като суверен.
Малко по-късно, през 1411 г., Леополд IV умира във Виена, а управлението над Австрийското херцогство получава Албрехт V.

### Начало на управлението
Началото на самостоятелното управление на Албрехт V в Австрия е доста успешно. Херцогът поощрява развитието на търговията и постига подчинение на аристокрацията на централната власт. В страната се възцарява спокойствие и порядък.
Още през 1420 г. обаче Албрехт V, на основание на папска була, участва в кръстоносен поход против хуситите в Кралство Бохемия и безуспешно обсажда хуситския лагер в Табор.

### Съюз със Сигизмунд
В началото на 1420-те г.Албрехт V се сближава с император Сигизмунд Люксембургски. На 28 септември 1421 г. Сигизмунд се споразумява с Албрехт в Пресбург относно условията, при които трябва да приеме за съпруга непълнолетната му дъщеря. През 1422 г. Албрехт се жени за Елизабет Люксембургска. По бащина линия предците на Елизабет фон Люксембург са крале на Унгария, Чехия и Полша, което поставя Албрехт V в центъра на династичните връзки в Централна Европа. От друга страна, съюз със Сигизмунд означава въвличане на Албрехт V във войната, която императорът безуспешно води с хуситите в Бохемия.

### Хуситски войни
През 1423 г. Сигизмунд дарява на своя зет в апанаж Маркграфство Моравия, находящо се на първата линия на борбата с хуситите. Албрехт продължава да подкрепя тъста си в борбата му срещу тях, което обстоятелство вкарва Австрийското херцогство все по-дълбоко в спора.
Албрехт се опитва да се противопостави на разпространението на хуситите не само с военни средства, но и чрез лоялност към църквата за реформата в Абатство Мелк. Другите еретици и евреите са преследвани. Мащабното експулсиране и избиване на виенските евреи през 1420/1421 г. и разрушаването на синагогата Ор Сароа на Юденплац се дължат на негова инициатива.
Албрехт открива кампанията от 1423 г. с обсадата на Лунденбург. Бохемите под ръководството на Ян Жижка и Прокоп Велики се консолидират. Албрехт трябва да вдигне обсадата и да се оттегли в Пресбург през Марчег. Той се подсилва с унгарски войски и в замяна нанася значително поражение на хуситите при Кромержиж. През 1424 г. Албрехт завладява Моравия, след което врагът под ръководството на Жижка го спира при Прибислав. Жижка умира, докато текат мирните преговори, а таборитските армии, които са се отделили, нахлуват в Австрия под водачеството на Прокоп Велики.
На 25 юли 1425 г. унгарският крал Сигизмунд и Албрехт сключват съюз за взаимна подкрепа с маркграф Фридрих фон Мейсен, който получава електорско място като курфюрст на Саксония. Междувременно бохемите нахлуват в Моравия под ръководството на новия си водач Прокоп Велики и завладяват Требич, а на 12 ноември разрушават манастира в Клостербрук край Зноймо. Особено районите на север от Дунав са засегнати от мародерски бойни части между ноември 1425 и 1431/1432 г. През март 1427 г. противниците опустошават града и манастира Цветл, а през следващата година обсаждат Бърно , който успява да се защити успешно.
По-късно на война с хуситите е изпратена 12-хилядна армия, набрана в Австрия. Хуситските въстаници преминават в настъпление и през 1425 г. навлизат на територията на Австрия. След две години през 1427 г. Албрехт V отново оглавява кръстоносен поход срещу хуситите, но претърпява поражение, а австрийските земи са разорени от хуситските отряди. Виена и други градове на херцогството са подложени на обсада.
Докато кралските войски са победени от хуситите в битката при Таус през 1431 г., войските на Албрехт успяват да отблъснат вражеската армия край Вайдхофен ан дер Тая през октомври 1431 г.
През 1432 г. пред Зноймо, австрийските войски успяват да разбият бохемските опълчения, въпреки това Албрехт е принуден да поеме по-умерен курс.
Крал Сигизмунд все повече определя Албрехт II като наследник на властта на Люксембургите. След започването на мирни преговори през 1433 г. нахлуванията на хуситите утихват и моравската гранична зона се успокоява. Унищожаването на основната армия на хуситите в Битката при Липан от съюзнически войски проправя пътя за помирение през 1434 г.

### Крал на Германия и борба с турците
На 18 март 1438 г. Албрехт е избран от немските курфюрсти във Франкфурт на Майн за римско-немски крал на Германия под името Албрехт II. За първи път в историята престолите на Австрия, Чехия, Унгария и Германия са обединени под властта на Хабсбург. От 1438 г. до падането на Свещената Римска империя през 1806 г. престолът на империята постоянно (без краткия период 1742 – 1745 г.) заемат Хабсбургите.
Основният проблем в новите владения на Албрехт е рязко нарасналата турска заплаха. Султан Баязид II напада владенията на сръбския деспот Георги Бранкович, главния съюзник на унгарските крале на Балканите, и напълно опустошава Сърбия. Турците излизат на самите граници на Унгария. Албрехт призовава унгарското дворянство на оръжие, на защита на своето кралство и лично възглавява поход срещу турците. В края на октомври 1439 г. във военния си лагер, кралят неочаквано заболява от дезинтерия и умира на 27 октомври на 42-годишна възраст. Единственият син на Албрехт, Ладислав Постум, се ражда четири месеца след смъртта на краля. Албрехт II e погребан в криптата на унгарските крале в Секешфехервар.

## Брак и потомство
На 28 септември 1421 г. той се жени в Прага за принцеса Елизабет от Бохемия и Унгария (* ок. 1409, † 1442), дъщеря на император Сигизмунд и съпругата му графиня Барбара фон Цили. Те имат четири деца:
- Анна Австрийска (* 1432, † 1462), ∞ 1446 Вилхелм III, херцог на Саксония
- Георг (*/† 1435);
- Елизабет Ракушанка (* 1437, † 1505) ∞ 1454 Кажимеж IV Ягелончик, крал на Полша, велик княз на Литва
- Владислав V (* 1440, † 1457), крал на Бохемия и Унгария от династия Хабсбург и Люксембург.

- Портрети на семейството от худ. Антони Бойс
- Албрехт II
- Елизабет Люксембургска
съпруга
- Анна Австрийска 
дъщеря
- Георг
син
- Елизабет Ракушанка
дъщеря
- Владислав V
син